# Elton Mayo
Elton Mayo (ur. 26 grudnia 1880 w Adelaide, zm. 7 września 1949) – australijski psycholog i socjolog.

## Życiorys
Początkowo wykładał na University of Queensland w latach 1919–1923. Następnie na krótko przeniósł się na University of Pennsylvania, a dalszą karierę kontynuował w Harvard Business School (1926–1947), gdzie był profesorem badań przemysłowych. 
Mayo prowadził badania z dziedziny socjologii pracy w zakładach przemysłowych, badał wpływ warunków fizycznych na wydajność pracowników.
Przeprowadzone przez niego eksperymenty w fabryce Hawthorne Works należącej do  Western Electric Company pokazały siłę oddziaływania grupy na jednostkę podczas pracy (efekt Hawthorne). Wyniki tych badań umożliwiły mu wyciągnięcie wniosków, jak powinni zachowywać się menedżerowie wobec swoich podwładnych oraz jak powinni organizować miejsce pracy. Podczas badań Mayo próbował dowiedzieć się, co może wpływać na efektywność pracowników, między innymi przeprowadził badanie wpływu oświetlenia miejsca pracy. Z jego obserwacji wynikało, że największy wpływ na pracę mają nieformalne kontakty pomiędzy pracownikami. Warunki fizyczne oraz wynagrodzenie okazały się mieć mniejsze znaczenie.
Jego badania przyczyniły się do powstania szkoły human relations w zarządzaniu.
Jest autorem książki The Human Problems of an Industrialized Civilization (1933). 

## Życie prywatne
W 1913 ożenił się z Dorothea McConnel w Brisbane. Para miała dwie córki.